# Venomous Villain
Venomous Villain (стилизовано как VV:2;с англ - "ядовитый злодей") - четвёртый сольный альбом британо-американского репера MF Doom выпущенный под псевдонимом Viktor Vaughn 3 августа 2004 года на лейбле  Insomniac. Альбом является продолжением истории учёного Виктора Вона из предыдущего альбома. Как и в предыдущем альбоме, Думилье доверил запись музыки другим людям, выступая в альбоме как MC.

## Музыка и тексты
Так же как и в предыдущем альбоме, Думилье не написал ни одной ноты. В отличие от предыдущего альбома, в котором всю музыку написали представили лейбла Insomniac, в этом альбоме всю музыку написали андеграунд диджеи. Думилье провёл конкурс среди андеграунд музыкантов, лучшие биты которых попадут в его новый альбом
Сюжет Venomous Villain является прямым продолжением сюжета вселенной Виктора Вона. Песни сильнее раскрывают характер и мир вокруг учёного.
В песне Doom On Vik MF Doom, который является отдельным персонажем в истории, рассказывает свою мнение о Вике, называя его "противным молодым MC" и "молодым парнем,хорошим чуваком"

## Критический приём
На сайте Metacritic VV:2 получил 71 балл из 100. Альбом оценили 11 критиков.
Сайт AllMusic оценил альбом на 3,5 звезды из 5 
Ник Сильвестер для журнала Pitchfork оценил альбом на 6,9 из 10 баллов, добавив: "На протяжении всего VV2 Вон роняет несколько строк, которые выражают общее недовольство альбомом, подтверждая подозрения, что он, возможно, просто пропустил этот альбом. Вступительный куплет пластинки советует: «Перепиши его у своего парня, не трать эти 10 баксов/ Я сделал это ради аванса, бэк-энд отстой». Похожие красноречивые настроения всплывают и в других местах: «Не выношу бит, нет смысла ныть» и «Мог бы сделать его длиннее, но бит был довольно безвкусным» — оба говорят о разочаровании Вона. Учитывая эти недостатки, VV2 кажется продолжением Vaudeville Villain только по названию, а не по духу. С другой стороны, трудно жаловаться на то, что у нас есть еще Doom, чтобы продержаться до выхода в конце октября многообещающего Mm Food — даже если он всего 9\xBD минут."
Сайт Tiny Mix Tapes писал об альбоме: "Итак, альбом звучит плавно, документируя борьбу Вика как настоящего уличного бандита, с историями о дорожных войнах, данью уважения гангстерскому менталитету и тревожными монологами, которые иллюстрируют мрачные картины сегодняшнего декадентского общества. И все же, каждый трек продолжает рисовать Вика как славную, неприкасаемую силу, с которой нужно считаться, еще больше переопределяя ментальную борьбу между реальностью и вымыслом в голове Дума"
Музыкальный критик Нейт Янг писал об альбоме: "После череды невероятных релизов под именами Viktor Vaughn, King Geedorah и Madvillain MF Doom продолжал удивлять, извращать и в конечном итоге делать свою работу удивительной и свежей. Особенно с дебютом под псевдонимом Viktor Vaughn на Vaudeville Villain , он преломил подборку нестандартного фанка и рваных потоков. Но нужна ли нам вторая часть, особенно с оборотом менее года? VV2: Venomous Villain звучит как отступление, как шизо-экстатичный (и псевдоним), от которого отказались ради одноразового продолжения"
Дэн Филовэтс сказал : "Если вы знакомы с тем, что Doom выпускал за последние пару лет (Vaudeville Villain, Take Me To Your Leader, Madvillain и т. д.), все, что я могу сказать о Venomous Villain , — это то, что это больше похоже на то же самое. А это значит, что это абсолютно первоклассный, выдающийся материал.Сырые биты, больные рифмы, ничего очевидного или надоевшего. Такие треки, как "Doper Skiller" с Kool Keith и "Bloody Chain", заставят вас кивать головой и восхвалять богов хип-хопа за то, что они наконец-то ответили на ваши молитвы.Если вы, как и я, страдаете от мейнстримовой хип-хоп-усталости, то запись MF Doom для вас как шпинат. Откройте банку Venomous Villain и приготовьтесь к тому, что ваши хип-хоп-мышцы вырастут"
Томас Куинлан из журнала Exclaim! назвал альбом "великолепным продолжением Vaudeville Villain", добавив, что из-за маленькой продолжительности и благодаря присутствию различных музыкантов альбом "заставляет желать гораздо большего Doom"
Критик Роберт Кристгау поместил альбом на 71 позицию в своём ежегодном "списке Дина"
Сайт Rapreviews оценил альбом на 7,5 из 10, добавив : "Если бы сейчас и существовал хоть один приемлемый король андеграунда, то это был бы MF Doom. Если вы не согласны, то хотя бы согласитесь, что он ближе всех — может быть, Royce Da 5'9", но он действительно где-то посередине. Doom преодолевал уличное доверие еще с детства, преодолев дни прорыва на своих миксах «Special Herbs». Но он совсем недавно стал любимцем публики благодаря двум своим последним релизам: «Madvillainy», комбинированному альбому с Madlib; и его альбому под псевдонимом Viktor Vaughn, «Vaudeville Villain»."

## Трек лист
| №                   | Название                                                     | автор музыки         | Длительность |
| ------------------- | ------------------------------------------------------------ | -------------------- | ------------ |
| 1.                  | «Viktormizer (Intro)»                                        | System D-128         | 2:49         |
| 2.                  | «"Back End»                                                  | Diplo                | 3:33         |
| 3.                  | «Fall Back/Titty Fat»                                        | DiViNCi , Swamburger | 3:34         |
| 4.                  | «DOOM on Vik»                                                | DiViNCi , Swamburger | 1:53         |
| 5.                  | «R.A.P. G.A.M.E (при участии Manchild , Iz-Real и MF DOOM )» | Session 31           | 4:20         |
| 6.                  | «Dope Skill (при участии Карла Каворкяна)»                   | DJ I.N.C.            | 2:17         |
| 7.                  | «Doper Skiller (с участием Кул Кейт )»                       | DiViNCi              | 2:51         |
| 8.                  | «Haberdashery»                                               |                      | 0:22         |
| 9.                  | «Ode to Road Rage»                                           | Dub-L                | 2:49         |
| 10.                 | «Bloody Chain (при участии Poison Pen)»                      | Dub-L                | 4:01         |
| 11.                 | «Strange New Day»                                            | System D-128         | 0:32         |
| 12.                 | «Pop Quiz»                                                   | The Analears         | 3:57         |
| Общая длительность: | Общая длительность:                                          | Общая длительность:  | 35:25        |